# IC 715-2
IC 715-2 — галактика типу C (компактна галактика) у сузір'ї Чаша.
Цей об'єкт міститься в оригінальній редакції індексного каталогу.